# Славный городок
«Славный городок» (фр. Beur sur la ville) — французская комедия. В небольшой роли снялся Жан-Клод Ван Дамм. Премьера в кинотеатрах Франции состоялась 12 октября 2011 года.

## Сюжет
Халид Белкасем — невезучий молодой араб, проваливший несколько экзаменов: от школьных выпускных до экзамена на вождение автомобиля. Однако он умудряется в одночасье подняться, став офицером полиции.

## В ролях
| Актёр                    | Роль                  |
| ------------------------ | --------------------- |
| Будэр (Мохамед Беньямна) | Халид Белкасем        |
| Исса Думбия              | Кулибали              |
| Стив Трэн                | Тонг                  |
| Сандрин Киберлэн         | Диана                 |
| Жерар Жюньо              | Гассье                |
| Жозиан Баласко           | Мейми Нова            |
| Ролан Жиро               | префект Флобер        |
| Франсуа-Ксавье Демезон   | Пиколини              |
| Поль Бельмондо           | лейтенант Лиотэ       |
| Рамзи Бедиа              | пакистанец            |
| Фредерик Бель            | наивная блондинка     |
| Жан-Клод Ван Дамм        | полковник Мерот       |
| Фредерик Бегбедер        | водитель Mercedes 600 |
| Валери Лемерсье          | диктор стадиона       |
| Лу Шармель               | девушка               |